# Ga do Oeste

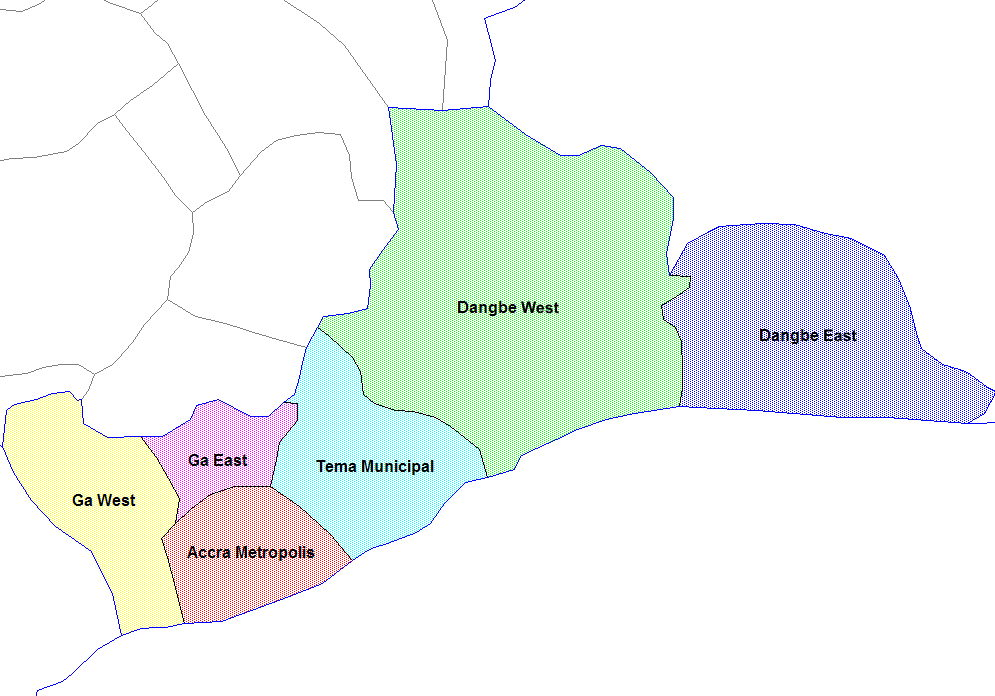
Distritos da Grande Acra

Ga do Oeste é um dos distritos do Gana localizado na região da Grande Acra.